# Vívás az 1908. évi nyári olimpiai játékokon
Az 1908. évi nyári olimpiai játékokon a vívásban négy versenyszámot rendeztek. Tőrvívásban nem tartottak versenyt, párbajtőrvívásban és kardvívásban egyéni és csapatverseny is szerepelt a programban. Az olimpián csak férfi vívók vettek részt.

## Éremtáblázat
(Magyarország és a hazai csapat eltérő háttérszínnel, az egyes számoszlopok legmagasabb értéke vagy értékei vastagítással kiemelve.)
| Az 1908. évi nyári olimpiai játékok éremtáblázata vívásban | Az 1908. évi nyári olimpiai játékok éremtáblázata vívásban | Az 1908. évi nyári olimpiai játékok éremtáblázata vívásban | Az 1908. évi nyári olimpiai játékok éremtáblázata vívásban | Az 1908. évi nyári olimpiai játékok éremtáblázata vívásban | Olimpia  |
| ---------------------------------------------------------- | ---------------------------------------------------------- | ---------------------------------------------------------- | ---------------------------------------------------------- | ---------------------------------------------------------- | -------- |
|                                                            | Ország                                                     | Arany                                                      | Ezüst                                                      | Bronz                                                      | Összesen |
| 1.                                                         | Franciaország (FRA)                                        | 2                                                          | 1                                                          | 1                                                          | 4        |
| 2.                                                         | Magyarország (HUN)                                         | 2                                                          | 1                                                          | 0                                                          | 3        |
|                                                            |                                                            |                                                            |                                                            |                                                            |          |
| 3.                                                         | Olaszország (ITA)                                          | 0                                                          | 1                                                          | 0                                                          | 1        |
| 3.                                                         | Nagy-Britannia (GBR)                                       | 0                                                          | 1                                                          | 0                                                          | 1        |
|                                                            |                                                            |                                                            |                                                            |                                                            |          |
| 5.                                                         | Cseh Királyság (BOH)                                       | 0                                                          | 0                                                          | 2                                                          | 2        |
| 6.                                                         | Belgium (BEL)                                              | 0                                                          | 0                                                          | 1                                                          | 1        |
|                                                            |                                                            |                                                            |                                                            |                                                            |          |
| Összesen                                                   | Összesen                                                   | 4                                                          | 4                                                          | 4                                                          | 12       |

## Érmesek
| Az 1908. évi nyári olimpiai játékok érmesei vívásban | | | |
| Versenyszám                                          | Arany | Ezüst | Bronz |
| kard, egyéni                                         | Fuchs Jenő · Magyarország (HUN) | Zulawszky Béla · Magyarország (HUN)                                                                                       | Vilém Goppold von Lobsdorf · Cseh Királyság (BOH)                                                                                           |
| párbajtőr, egyéni                                    | Gaston Alibert · Franciaország (FRA) | Alexandre Lippmann · Franciaország (FRA)                                                                                  | Eugène Olivier · Franciaország (FRA) |
| kard, csapat                                         | Magyarország (HUN) · Földes Dezső · Fuchs Jenő · Gerde Oszkár · Tóth Péter · Werkner Lajos                                                            | Olaszország (ITA) · Marcello Bertinetti · Riccardo Nowak · Abelardo Olivier · Alessandro Pirzio Biroli · Sante Ceccherini | Cseh Királyság (BOH) · Vlastimil Lada-Sázavský · Vilém Goppold von Lobsdorf · Bedřich Schejbal · Jaroslav Tuček · Otakar Lada               |
| párbajtőr, csapat                                    | Franciaország (FRA) · Gaston Alibert · Bernard Gravier · Alexandre Lippmann · Jean Stern · Eugène Olivier · Herman Georges Berger · Charles Collignon | Nagy-Britannia (GBR) · Edgar Amphlett · Leaf Daniell · Cecil Haig · Martin Holt · Robert Montgomerie · Edgar Seligman     | Belgium (BEL) · Paul Anspach · Désiré Beaurain · Fernand Bosmans · Fernand de Montigny · Ferdinand Feyerick · François Rom · Victor Willems |

## Magyar részvétel
Az olimpián nyolc férfi vívó képviselte Magyarországot, Apáthy Jenő kivételével valamennyien legalább egy versenyszámban pontszerző helyen végeztek. A legeredményesebb magyar vívó, Fuchs Jenő két aranyérmet nyert. A magyar vívók összesen
- két első,
- egy második,
- egy negyedik,
- egy ötödik és
- egy hatodik

helyezést értek el, és ezzel huszonöt olimpiai pontot szereztek.
A következő táblázat eltérő háttérszínnel jelöli, hogy a magyar vívók mely versenyszámokban indultak, illetve feltünteti, hogy – ha az első hat között végeztek – hányadik helyezést értek el:
| Magyar részvétel az 1908. évi nyári olimpiai játékok vívóversenyein |        |        |        |        |           |           |
| Vívó                                                                | tőr    | tőr    | kard   | kard   | párbajtőr | párbajtőr |
| Vívó                                                                | egyéni | csapat | egyéni | csapat | egyéni    | csapat    |
| Apáthy Jenő                                                         |        |        |        |        |           |           |
| Földes Dezső                                                        |        |        |        | 1.     |           |           |
| Fuchs Jenő                                                          |        |        | 1.     | 1.     |           |           |
| Gerde Oszkár                                                        |        |        |        | 1.     |           |           |
| Szántay Jenő                                                        |        |        | 4.     |        |           |           |
| Tóth Péter                                                          |        |        | 5.     | 1.     |           |           |
| Werkner Lajos                                                       |        |        | 6.     | 1.     |           |           |
| Zulawszky Béla                                                      |        |        | 2.     |        |           |           |